# Casa de veïns de Ramon Puig i Carme Carsi
La Casa de veïns de Ramon Puig i Carme Carsi és una obra modernista de Sant Feliu de Llobregat (Baix Llobregat) protegida com a Bé Cultural d'Interès Local.

## Descripció
Edifici de planta rectangular, amb planta baixa i dos pisos. La divisió de façana es fa mitjançant una balconada centralitzada als dos pisos i dues finestres a cada costat de la balconada. Les finestres del segon pis tenen forma d'arc lenticulat i les del primer són rectangulars. Les portes de la planta baixa són d'arc escarser. El sostre està cobert a dues vessants paral·leles a la façana.